# أيمن اجاز
أيمن الاجاز (1945 -) هو شاعر وكاتب أغان سوري.

## حياته ونشاته ومسيرته
ولد عام 1945 في سورية , هاجر إلى باريس عام 1974 قام بكتابة كثير من الأغاني لكثير من المطربين المعروفين ، والذين أصبحوا من نجوم العالم العربي مثل نهاد طربيه، راغب علامة ، فاتن فريد، عليا التونسية وجورج وسوف , عاد إلى دمشق عام 1998.
من أغانيه التي كتبها:
- يلي تعبنا سنين بهواه لجورج وسوف
- يا أميرة يابنت الامراء لنهاد طربيه
- صبحية حد لراغب علامة